# 北爱尔兰问题
北爱尔兰问题（英語：The Troubles，愛爾蘭語：、國際上稱為Northern Ireland Conflict），简称为北爱问题，是指1968年至1998年間发生在北爱尔兰的长期暴力冲突。大多数的暴力冲突在英国和爱尔兰政府以及北爱大多数党派于1998年4月10日签订《贝尔法斯特协议》之后得以平息。对北爱问题的观点繁杂不一，對其的定性亦有不同的看法：这可以是一场多方衝突、游击战或低強度戰爭，甚至是一场内战。参与者包括共和派与保皇派的准军事组织、皇家阿爾斯特警察、英国陆军及其他人员，超过3,500人因为冲突而丧生。
這一連串暴力衝突始於一場抗議联合派政府针对爱尔兰民族派天主教徒的歧视的社會運動。政府試圖壓下這次抗議，但各方衝突使得暴力不斷升級。英国政府认为它的部队在冲突中是中立的，试图在北爱尔兰维护法律与秩序。然而爱尔兰共和派將政府部队视为冲突当中的「战斗人员」，并以政府部队和保皇派相勾结的活动来证明这一点。警方调查官进行的「彻底」调查表明，英国部队（特别是皇家警队）与保皇派准军事组织勾结、参与谋杀，并在根据要求调查此事时妨碍司法。北爱主要政党之间也在关于未来北爱尔兰地位与政府构成等问题上僵持不下。
北爱问题的终结来之不易，根据《贝尔法斯特协议》，北爱和平进程包括多数准军事组织宣布停火并解除武装、警察部门的改革及相应地从街道和敏感界线上（比如南阿马与弗马纳）撤军。该文件重申了长久以来未被历任爱尔兰政府完全认可的英国的一贯立场，即北爱尔兰将保留在联合王国境内直到大多数人投票脱离。另一方面，英国政府第一次承认该原则：即从所谓的「爱尔兰因素」来看，爱尔兰岛的人民作为一个整体有权利，不受任何外界干扰，在双方自愿的情况下解决南北问题。后者是从民族主义和共和派方面赢得支持的关键。协议也确定在北爱尔兰建立一个共享权利的政府（2002年10月14日至2007年5月8日之间中止运作）。该政府必须由联合派和民族派双方党派组成。
虽然北爱问题中积极的参与者人数较少，宣称代表两个社区的準軍事組織有时也并不能代表一般大众，但是北爱问题牵涉到北爱尔兰人民的日常生活，偶尔也会蔓延到英格兰和爱尔兰共和国。另外，在1969年至1998年之间出現好几次可能使北爱问题升级为一场真实内战的嚴重衝突。1972年流血星期日之后，及1981年爱尔兰绝食抗议当中，皆發生了两派互相敌对的大规模武装动员。至今很多人仍然持有基于北爱问题所形成的政治、社会与社区意见和看法。

## 背景

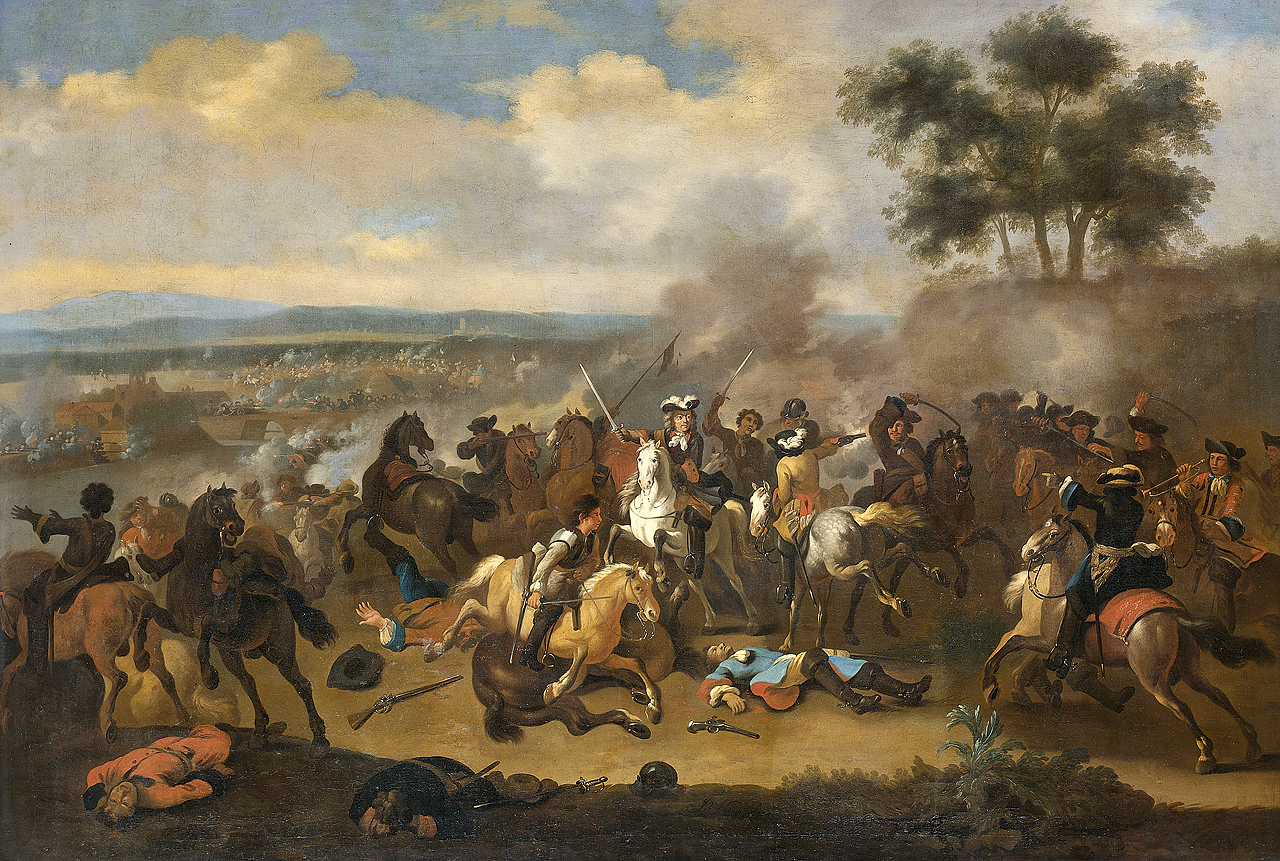
1690年英王威廉三世在爱尔兰博因河戰役的勝利，可說是北愛爾蘭問題的開端

北爱问题由30年来在北爱尔兰的民族主义者（主要是罗马天主教徒）社区和联合主义者（主要是新教徒）社区的成员之间不断重复发生的激烈暴力冲突组成。冲突源于北爱尔兰在联合王国内的地位争议、英国与对占少数的民族派社区实施的统治，以及联合派多数对愛爾蘭民族派的歧视所导致。准军事集团之间进行的武装战斗是这场冲突的特征，其中包括爱尔兰共和军临时派1969-1997年战斗活动，其目标旨在终结英国在北爱的统治与建立一个新的、「全爱尔兰的」（all-Ireland）爱尔兰共和国。

### 历史上的族群纷争：1609-1886
爱尔兰北部天主教徒和新教徒的冲突起源于英国1609年的阿尔斯特种植园殖民计划，该计划没收当地人所有的土地，以英格兰和苏格兰新教徒「种植者」移民阿尔斯特省。当地天主教徒和殖民者之间的对抗，导致了1641-1653年和1690年两者之间两场血腥的民族、宗教冲突。英国新教徒在爱尔兰的政治统治地位在这些战争与爱尔兰刑法中得到保证，后者规定剥夺与英国国教会——圣公宗爱尔兰教会——抵触的所有人（包括天主教徒与不服国教者，比如长老会成员）的宗教、法律与政治权利。
18世纪后期刑法体系的崩溃预示了新一轮的社群冲突。特别是在1780年代解除对爱尔兰天主教徒的租地活动限制之后，使得竞争加剧。因为天主教徒从前被禁止而现在被允许买地与经商，新教的「黎明小伙」组织对他们的社区的攻击不断增加。在1790年代阿尔斯特的天主教徒建立了「保卫者」组织进行反击。这使得双方阵营走向极端，新教社区之前对于民主改良主张日益开明的改革派人数剧减。
许多长老会教徒、天主教徒和自由派新教徒参加了联合爱尔兰人协会——一个受法国大革命鼓舞的民族主义运动组织，目标在于结束爱尔兰的教派分裂，建立一个不分教派的独立于英国的爱尔兰共和国。但是，联爱协的幻梦被1798年爱尔兰叛乱的失败，随之而来的镇压与不断持续的天主教徒和新教徒之间的教派暴力所击碎。此外，更加强硬的新教徒被政府积极武装起来以对抗激进分子。成立于1795年的奧蘭治兄弟會是这场运动的历史悠久的表现。产生的效果就是将天主教徒和新教徒分成持久敌对的两个阵营。
1801年爱尔兰国会的取消与爱尔兰并入联合王国为两个社区的对立提供了一个新的政治框架。另外，长老会教徒大部分放弃了他们之前与激进共和派的政治联系，选择了一种作为「保皇派」新教社区的一分子，与圣公会更趋同的身份。1829年天主教解放运动通过丹尼尔·奥康奈尔的政治鼓动，大幅消灭了法律上对天主教徒（大约占爱尔兰人口的75%）、犹太人和其他不信国教者的歧视。但是奥康奈尔的长远目标（解放运动的本质）是要解散1801年的联合。他甚至在1843年1月1日自信但是错误地宣称联合王国将在那一年解散。奥康奈尔的和平主义、民主原则的民族主义迫切要求恢复爱尔兰国会（被称为「地方自治」）的主张，在之后的19世纪爱尔兰政治舞台上扮演了越来越重要的角色。新教徒害怕成为天主教统治的爱尔兰的少数派，趋向于支持继续由英国统治。
现在冲突表现在了支持联合法案的人和反对联合法案的人之间。至1886年，随着两个社区组织了相对立的民族主义和联合主义政党，这一转变得以完成。
至此，阿尔斯特联合派也有了经济动力——此地是爱尔兰工业最发达和最依赖与不列颠及英帝国的贸易的地区。当前冲突的直接原因可以在20世纪早期关于地方自治和爱尔兰独立的争论中找到。

### 爱尔兰分治：1912–1925

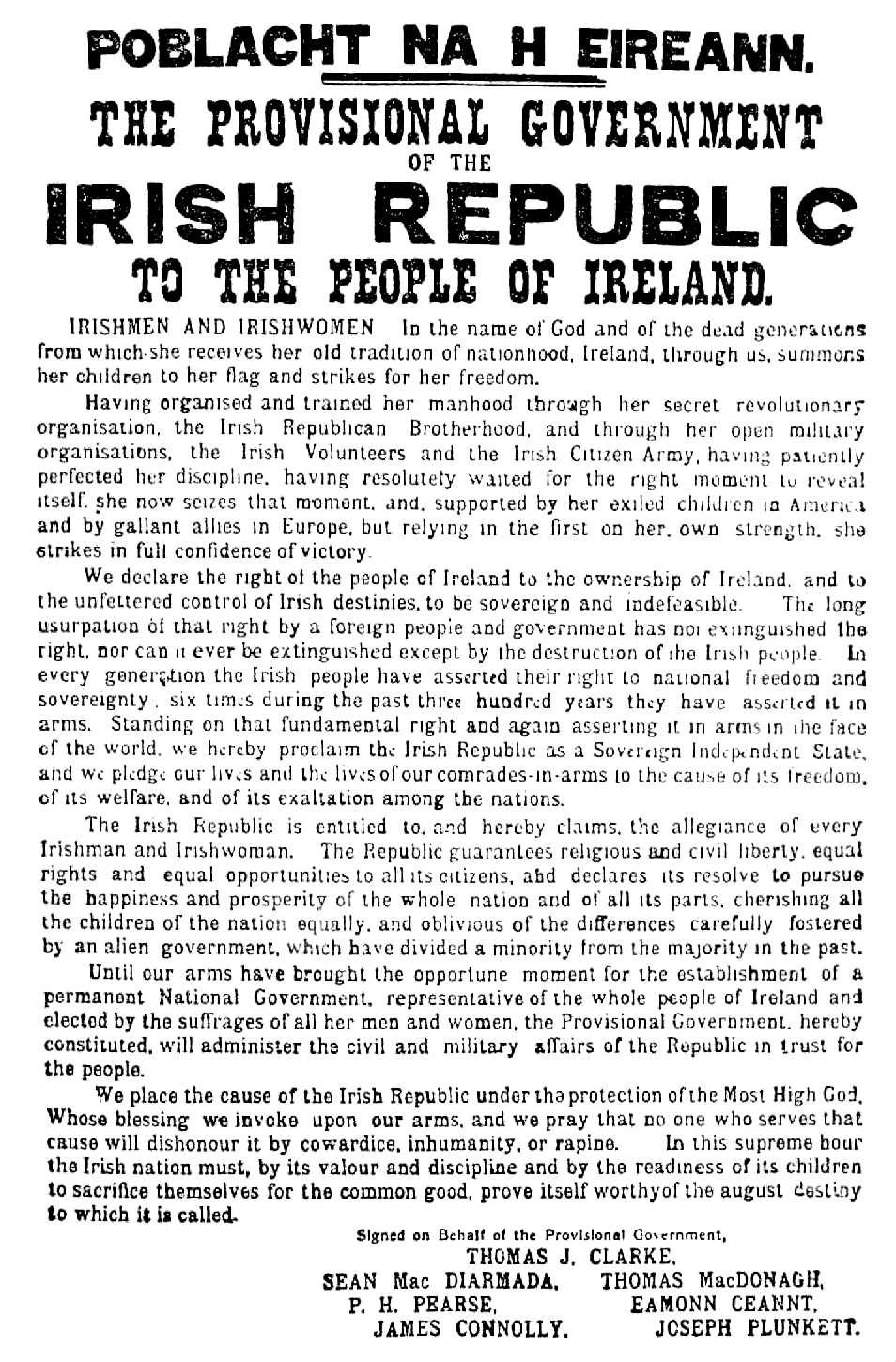
1916爱尔兰分治新聞

至20世纪第二个十年，权力下放，或者有限的爱尔兰自治，由于爱尔兰议会党的鼓动已经近在咫尺。大多数是新教徒并聚居在阿尔斯特的联合派反对自治和爱尔兰独立，害怕生活在一个罗马天主教会支配的压倒性优势的天主教国家。在1912年，联合派在爱德华·卡森的领导下签署了阿尔斯特同盟条约，誓言如有必要要用武力反抗权力下放。为此他们成立了准军事组织阿尔斯特志愿者并从德国进口武器（复活节起义中的叛乱分子在几年之后也照此办理）。民族主义者组建了爱尔兰志愿者，表面上的目的是确保一战之后的权力下放不遭到英国或者联合主义分子反抗。但是爱尔兰志愿者逐渐被爱尔兰共和兄弟会的成员渗透，比如帕特里克·皮尔斯。1914年第一次世界大战转移了危机，推迟了爱尔兰独立问题的解决。权力下放虽然被英国议会通过，但是在战争期间暂缓实行。
但是这个问题被爱尔兰志愿者的共和兄弟会分子在都柏林发动的复活节起义所激发。虽然叛乱被镇压，起义的15名领导人被处决使爱尔兰民族主义分子大大激进化。独立问题在1918年12月达到顶点，分立主义的新芬党赢得了爱尔兰的大部分议席，在都柏林成立了爱尔兰国会，脱离出联合王国，虽然当时并未被英国或其他国家承认。同时，共和兄弟会志愿者将自己看成爱尔兰共和国的军队，开始在接下来的1919年1月发动对政府部队的武装袭击，打死了在蒂珀雷里郡的索洛海德贝格运送葛里炸药的两名天主教警察。
1920年，一场爱尔兰共和军的志愿者对英国政府军的游击战期间，1920年爱尔兰政府法案将爱尔兰岛分成两个分离的管辖区：「南爱尔兰」与「北爱尔兰」。爱尔兰的分裂被1921年英爱条约确认，该条约终结了南部的游击战，建立了爱尔兰自由邦——一个几乎独立的爱尔兰国家（在1949年成为共和国并完全独立）。这个协议承认了爱尔兰人民中主要集中在古代的阿尔斯特省希望作为一部分留在联合王国，其中新教徒在全体而言占压倒性优势，與要求从英国独立的天主教徒之间有巨大分歧。
北爱尔兰留在英国境内，虽然在一个独立的政府体系下它拥有自己的议会和权力下放的政府。这个制度并不是联合派要求的，但是却因政府急切希望摆脱困扰威斯敏斯特国会多年的「爱尔兰问题」而被包括在协议内。然而，联合主义分子立即向新政府示好，将北爱尔兰看成一个按照民主原则、法制和境内大多数人留在联合王国内的意愿成立的政体。但是爱尔兰民族主义者将爱尔兰分治看成是非法和专制地将爱尔兰岛违背大多数人民意愿而分裂开来，并且争论道北爱尔兰政府既不合法也不民主，而是故意划分的联合主义分子多数选区造就的。
北爱尔兰的民族派开始占人口35%，并不接受新政府的合法地位。北爱问题的根本在于联合派政府在北爱尔兰整合天主教/民族派的失败，后者更倾向支持一个统一的爱尔兰，拒绝放弃民族统一。
北爱尔兰在暴力中诞生——共有557人在1920-1922年爱尔兰独立战争前后的政治性或宗教性暴力活动中被杀。其中303人是天主教徒（包括共和军成员），172人是新教徒，82人是皇家爱尔兰警队或者英国陆军人员。贝尔法斯特见证了大多数暴力事件的发生：452人被杀，267名是天主教徒，185名是新教徒。（参见：东北部的爱尔兰独立战争。）虽然在岛上其他地方，冲突很大程度上在爱尔兰共和派游击队和英国军警之间产生，在北方却被打上了天主教徒和新教徒之间的族群冲突的烙印。北方地区的暴力模式是，共和军袭击安全部队，保皇派组织（包括B特）杀害天主教徒作为报复。民族派将这种暴力活动——特别是在贝尔法斯特——描述为一场对本社区的「大屠杀」（pogrom）。
比如在1920年，共和军在利斯本的一个新教教堂周日礼拜之后，暗杀了皇家警队的地区巡官斯旺奇，造成城内占四分之一的天主教区大部被焚毁。但是，尽管受害者中天主教徒占不成比例的多数（58%的受害者来自占贝尔法斯特30%人口的该社区），双方都对暴行负有责任，且近半数受害者是新教徒。爱尔兰其他地区的民族主义者为了回应对天主教徒的袭击组织了一场对北部商品的抵制，且某些人（包括爱尔兰自由邦的迈克尔·柯林斯）计划军事进攻北爱尔兰。该计划被在爱尔兰民族主义者内部派别之间爆发的爱尔兰内战（1922-1923）打断，在此期间北方政府反而巩固了它的存在。另一个之后对北爱尔兰有着主要影响的爱尔兰内战后遗症是被边缘化的残存下来的爱尔兰共和军。它对两个政府而言都是非法的，在意识形态上也致力于用武力推翻两者重新建立1919-1921年的爱尔兰共和国。
1925年许多民族主义者期望废止分治，至少让边界委员会把北爱尔兰的大部分割让给自由邦。但是委员会建议不对边界做大的变动——事实上使爱尔兰分裂永久化。此时，爱尔兰自由邦正式承认与接受了边界。在1937年，埃蒙·德瓦莱拉在爱尔兰宪法第二条与第三条中主张整个爱尔兰都都是自由邦领土。但是，该条款规定「搁置对国家领土的重新整合」，南部国界与1922年相比保持不变。

### 北爱尔兰——「新教国家」？：1925–1968
双方都根据自己的解读叙述各自的观点。阿尔斯特联合党人，北爱尔兰总理詹姆斯·克雷格在1937年回应愛爾蘭總理埃蒙·德瓦莱拉。1935年的爱尔兰是一个「天主教国家」的断言时说到了「新教国会和新教国家」。从联合派观点来看，北爱尔兰的民族派天生不忠，下定决心要强迫他们（新教徒和联合派）进入一个统一的爱尔兰。这个威胁被看成必须给联合派在住房、就业和其他方面特殊待遇。天主教徒流行的大家庭和快速的人口增长也被看作威胁之一。
前北爱尔兰第一部长大卫·特林布尔承认这段时期的北爱尔兰对天主教徒成了「一幢冰冷的房子」。然而，直到1990年代，联合派政治家们都能以北爱与26郡政权相较而言的经济成功来为北爱尔兰的存在辩护。从民族派的观点来看，持续的对天主教徒的歧视只能证明北爱尔兰是个天生腐败的、英国人强加的政权。受人争议的爱尔兰共和国总理查尔斯·豪伊的家庭在1920年爱尔兰问题开始时逃到伦敦德里郡，他把北爱尔兰描述成「一个失败的政体」。联合派忽视了爱德华·卡森在1921年的警告——对天主教徒的疏远会使北爱尔兰一诞生就陷入不稳定。
在1920年代早期最初的爱尔兰问题之后，北爱尔兰时不时会有动乱事件发生，1940年代共和军有一场简短而成果有限的北方战役，在1950年代另有一场流产的边界战役。但在1960年代早期北爱十分平静。
但是，有一个潜在的不稳定信号，那就是某些极端保皇派在1966年建立了一个非法的准军事团体——阿尔斯特志愿军（名字来自1912年反权力下放民兵组织）。这个团体犯下三桩教派主义谋杀案，凶手被绳之以法，判刑入狱。该团体仍然存在并将在北爱问题中再次浮现。这些保皇派分子其中之一，加斯蒂·斯班斯，在为其长期效劳之后，为他的行为道歉并成为北爱主流政治成员之一。

## 時間軸

### 北爱问题的开端

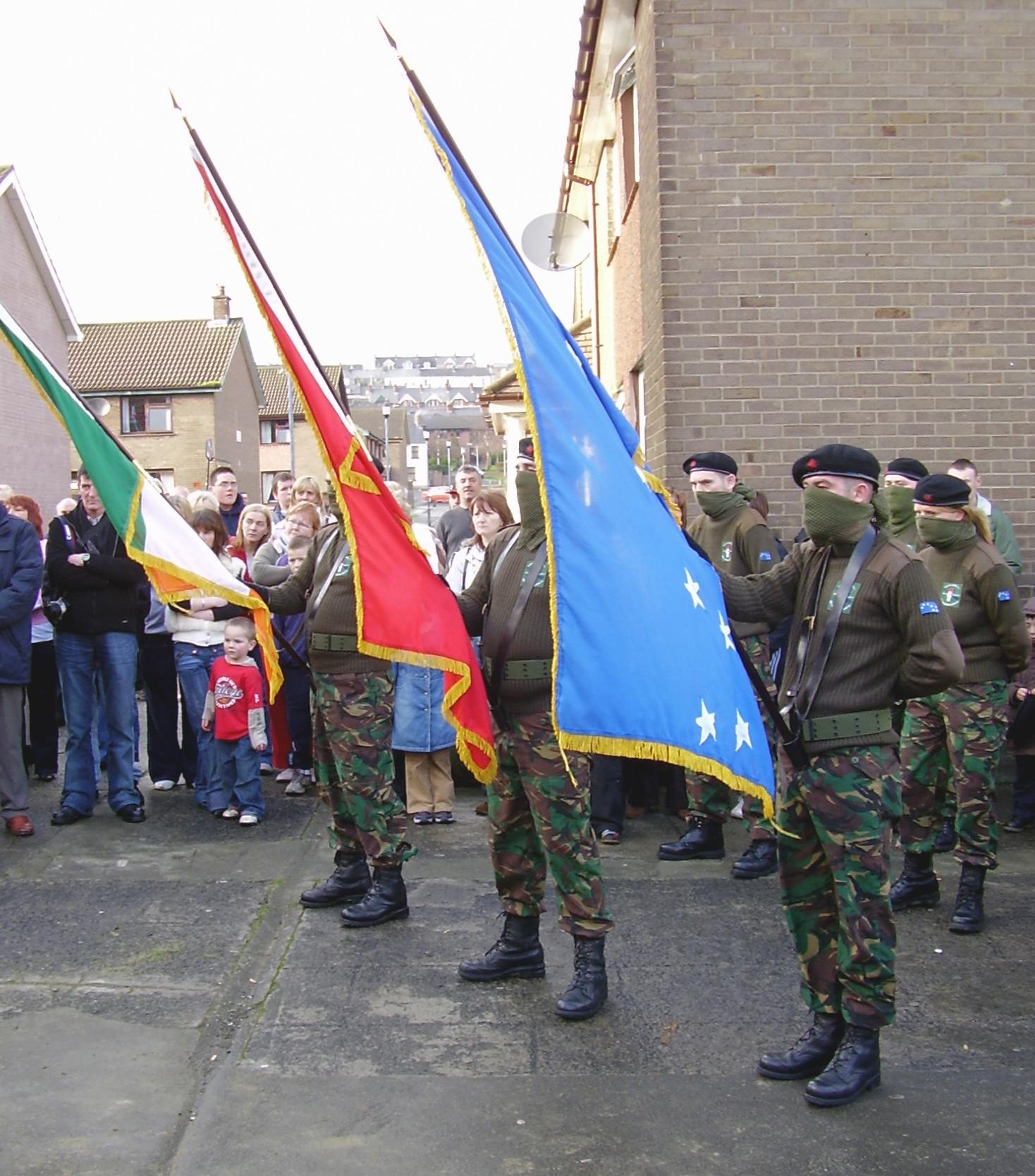
2000年代北愛共和軍分離主義武裝

北爱问题广为人知的开端是在1968年，北爱尔兰民权协会的游行中暴动与骚乱此起彼伏。这个团体在1967年发动了一场和平民权运动，借用了美国马丁·路德·金博士的民权运动的语言和标志。NICRA寻求为北爱的天主教与民族派平反。他们特别希望：终结不公正的选区划分，这将所有天主教徒限制在有限的选区内，使地方评议会失去代表性（特别是在德里市）；废止地方政府选举中的纳税人特权，这给了新教徒（往往更加富有）超出比例的选举权；以及废除被看成针对民族派社区的特别权力法案（许可拘留和其他镇压手段）
开始时，北爱总理特伦斯·奥尼尔对这场看来温和的运动赞赏有加，保证对北爱进行改革。但是他遭到许多联合主义强硬派分子强烈反对，其中包括威廉·克雷格与伊恩·佩斯利，后者指责他是「叛徒」（sell out）。某些联合主义者马上怀疑民权协会是爱尔兰共和军的「特洛伊木马」。暴力活动在几场民权游行中发生，保皇分子用大棒攻击民权示威者。皇家阿尔斯特警队被广泛谴责为支持保皇派，亦被认为应对允许暴力活动负责。
多数保皇派仇视民权运动的行为与领导人煽动联合派群众的恐惧感，宣扬共和军不止在幕后支持民权协会，而且在计划一轮新的攻势有关。实际上共和军已经穷途末路，只有很少的武器，日益强调非暴力政治。北爱问题的第一轮爆炸活动（主要指向电厂和其他基础设施）是由保皇派的志愿者力量在1969年进行的，旨在训练和栽赃给共和军。
族群冲突在1969年恶化。在一月，一场「人民民主 (爱尔兰)」组织从贝尔法斯特到德里的游行被保皇派在伦敦德里郡的本托雷特袭击。皇家警队被指责未能保护游行者。接下来的几月在德里和贝尔法斯特的民族派区域立起了路障。这场骚乱在泽区暴动（1969年8月12日-1969年8月14日）到达顶点——一场大规模族群暴动在德里的警察和民族主义分子之间爆发。骚乱在泽区的天主教居民、警察与德里青年学徒成员之间爆发，因为后者沿着城墙游行时穿过泽区。
警察和保皇派为一方，泽区居民为另一方的骚乱在英国军队派来恢复秩序之前持续了两天。这场「战役」触发了贝尔法斯特、纽里、斯特拉班等地从1969年8月14日开始的教派骚乱，使很多人丧生，多所住屋被焚烧。骚乱是由民族派为了支持泽区军民发起的示威引起的，在一颗手榴弹扔向一所警察局后骚乱升级。皇家警队作为回应部署了装备白朗寧M2重機槍的装甲车，并在贝尔法斯特民族派的福尔斯路地区打死一名9岁男童。保皇派群众以攻击天主教地区作为对暴力活动的回应，孟买街（Bombay Street）、马德里街和其他天主教区街道的大部分被付之一炬（见北爱尔兰1969年骚乱）。第一名被害的警察维克多·阿巴克尔（Victor Arbuckle）是被保皇派而不是共和派射杀的。
一些民族派宣称皇家警队在这些骚乱中辅助或至少没有积极反对保皇派。共和军也被自己的支持者广泛批评在1969年8月贝尔法斯特骚乱中没有能够保卫天主教社区，致使7人被害，750人受伤，1505家天主教徒无家可归——几乎是强占的新教徒房屋的五倍。一名天主教牧师报告说他的教区居民把共和军轻蔑地称作「跑路军」（I Ran Away）。
北爱政府要求英国政府在北爱尔兰部署英军恢复秩序。民族派一开始欢迎军队，经常为士兵送水送饭，因为他们不信任警察的行动会不偏不倚。但是因为军队下手过重而被认为偏向联合派，这种关系迅速恶化。
很多联合派分子将民权运动视为北爱问题的起因。他们坚持运动动摇了政府，制造权力真空使准军事组织见缝插针。其他人，主要但不是全部为民族派，坚持认为民权运动和伊恩·佩斯利与其他保皇派的反对，只不过是一个本身生来堕落，必定垮台的教派主义政府制度的先兆而已。

### 暴力顶峰与北爱议会的解体

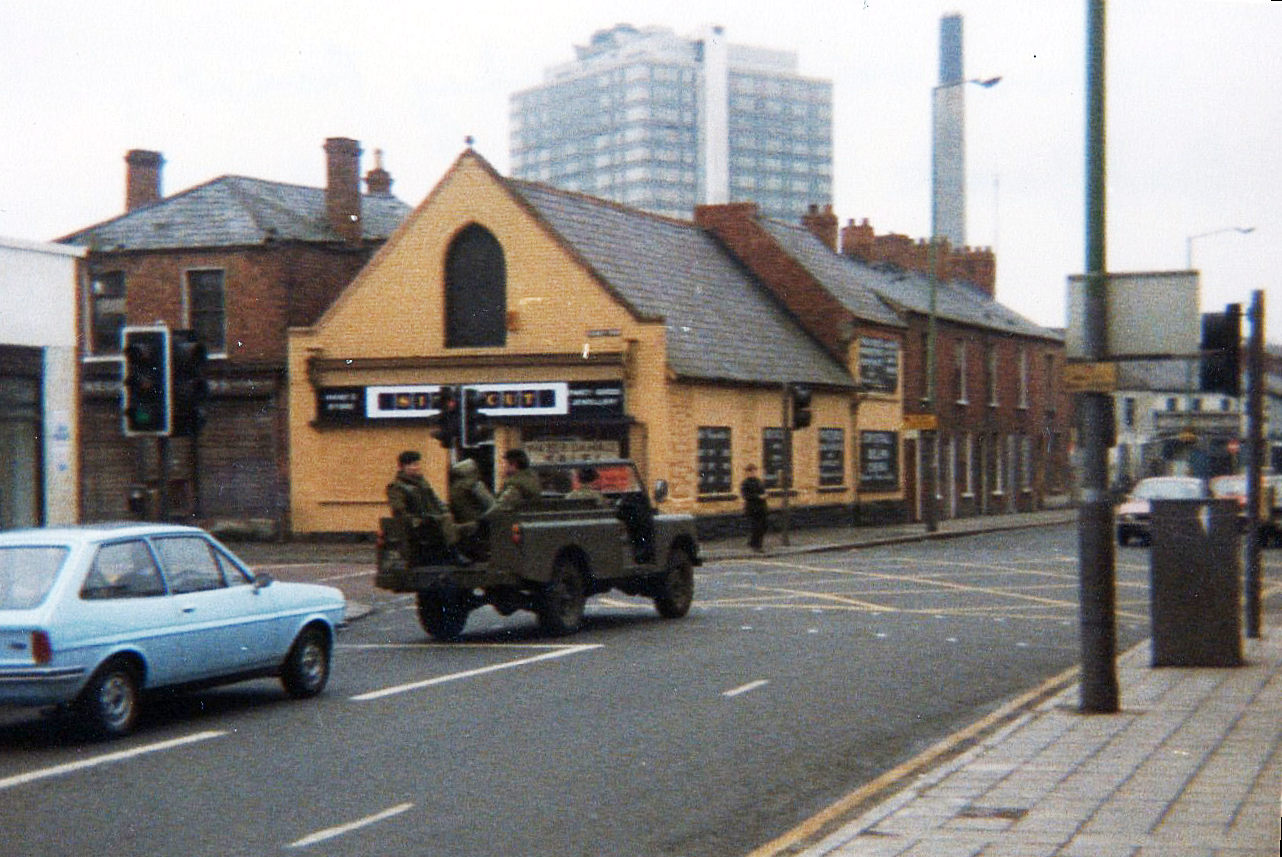
英国军队在贝尔法斯特, 1981.

1970年至1972年北爱尔兰经历了政治暴力活动的大爆发，1972年到达顶峰，近500人丧生，超过半数是平民。这些年份里暴力升级有许多原因。
联合派相信主要原因是脱离老爱尔兰共和军的临时派共和军的成立。当老共和军（被称为正统派共和军的残余成员）拥抱非暴力群众运动时，新的临时派共和军却决心发动「武装斗争」来反对英国在北爱的统治。新共和军希望展现「天主教社区保卫者」的教派特点，而不是像「正统派」一样寻求两个社区劳动阶级的联合。联合派将这场进行中的斗争看成是北爱问题的主要原因和持续因素。
民族派则坚持认为暴力活动突发是因为民权运动的希望变成失望，而接下去的镇压直接针对他们的社区。他们指出这几年中的很多事件来支持这一观点。其中一例是1970年7月的福尔斯宵禁，3,000人军队强行在贝尔法斯特民族派的下福尔斯地区实行宵禁，在与共和军的枪战中发射弹药1,500多次，打死四人。另一件事是1971年引入未经审判的拘留制度，一开始就有350多人被捕，只有两个人是新教徒，只有一人是保皇派。另外由于情报不尽人意，很少一部分被拘留的人是真的共和派积极分子，但是有些人因为自己的不幸经历接下去变成了共和派。在1971至1975年间，1,981人被拘留，1,874人是天主教徒／共和派，107人是新教徒／保皇派。被拘留的人受到虐待甚至拷打的说法在民族派社区中广为流传。最感情化的是，民族派指出1972年1月14名手无寸铁的民族派示威者被英国军队在德里射杀，这一天被称为流血星期日。
临时派共和军（或者叫做「Provos」）在1969年下半年成立，立即因为对保皇派和警察袭击天主教社区后的反击行动中更富攻击性和战斗性而站稳脚跟，在1970年代的天主教贫民窟中作为「保卫者」获得支持。虽然正统派共和军内的改革派和马克思主义势力不断增加，他们也针对对现行的暴力活动和天主教社区与英国部队之间恶化的关系开展了自己武装斗争。从1970年以后，正统派和临时派都与英国军队开展过武装对抗。
1972年，临时派的战斗密度极高，打死100名士兵，打伤500名，进行爆炸1,300多次，大多数针对他们认为是「虚假经济」的商业目标。许多平民在爆炸活动中丧生，特别是在1972年7月的血腥星期五，22枚炸弹被安放在贝尔法斯特市中心。正统派共和军从来没有完全承认进行过武装行动，在1972年6月取消了他们的战斗活动。临时派除了1972年临时停火与英国官员谈判之外，决心继续战斗活动直到爱尔兰统一的目标实现。
保皇派准军事组织，包括阿尔斯特志愿军与新成立的阿尔斯特防卫协会以针对民族派的教派主义暗杀活动作为对激增的暴力活动的反应，并简单地把天主教徒等同于民族派。其中的某些谋杀特别骇人听闻——比如香基尔屠夫案，犯罪人在殴打和折磨受害者之后杀死他们。临时派共和军也犯下教派主义谋杀罪行。例如在1976年1月，他们为报复六名天主教平民被保皇派杀害而进行的1976年金斯米尔大屠杀，10名新教徒平民被机枪扫射致死。政治暴力的另一个特点是天主教徒和新教徒都不情愿或者被迫地从先前的混居区域中搬迁。例如，在贝尔法斯特，新教徒被迫从列拿度(Lenadoon)搬出，天主教徒从拉斯库尔(Rathcoole)区和西谷(Westvale)地区。在德里市几乎所有的新教徒都逃到了保皇派绝对多数的喷泉区(Fountain Estate)与水侧(Waterside)地区。
时任英国首相爱德华·希思看到北爱尔兰政府无力应对安全局势，于1972年3月30日暂停了联合派掌控的斯多蒙特权力下放政府的运作，从伦敦进行「直接统治」。该政府解决了许多民权运动关注的问题，比如重新划定选区边界以使其更具代表性，给予所有公民在地方选举中的投票权以及将公共住房的分配权转移到一个独立的北爱住房委员会。直接统治开始时被认为是一个短期计划，中期方案是在联合派与民族派双方都能接受的基础上恢复北爱自治。但是协议被证明难以达成，北爱问题在政治僵持的情况下持续到1980年代。

### 桑宁代尔协议
1973年，主流民族派和联合派政党与英国和爱尔兰政府就《桑宁代尔协议》举行谈判，该协定旨在北爱尔兰内部产生政治解决方案，但是爱尔兰共和国政府在所谓的「爱尔兰因素」下牵涉进来。协定提供了民族派和联合派之间的「权力共享」方案，以及一个促进南北爱双边合作的「爱尔兰理事会」。社会民主工党的肖莫斯·马龙指出《桑宁代尔协议》和1998年《贝尔法斯特协议》之间明显的相同之处。他以形容后者为「给笨学生的桑宁代尔」而著称。
但是联合派却在桑宁代尔问题上分裂了，共和军也反对这一方案，他们的目标除了终结北爱作为联合王国的一部分以外别无其他。很多联合主义分子反对权力共享的计划，坚称与那些追求消灭該省的人（民族派）共享权力是不切实际。然而也许更重要的是联合派对「爱尔兰因素」和爱尔兰理事会的反对，后者被看成是全爱尔兰国会的预演版。社民工党地方议员休·罗格对都柏林三一学院的听众发表评论说，桑宁代尔是会把「联合派会推向一个统一的爱尔兰」的工具，注定要失败。
1974年1月，布赖恩·福克纳以微弱差距失去了在联合党内的领导权，被哈里·韦斯特取代。1974年英国大选给了反对《桑宁代尔协议》的联合派一个机会测试联合派对「都柏林就是桑宁代尔的未来」这句口号的态度，结果令他们的反对者大惊失色：他们赢得了12个席位中的11席，赢得了58%的选票，其他选票大多数流向民族派和支持《桑宁代尔协议》的联合派。
但是最终，桑宁代尔协议被保皇派（主要是当时人数超过两万人的防卫协会）和新教徒工人的群众活动所推翻，后者建立了阿尔斯特工人理事会。他们组织了一场总罢工——阿尔斯特工人理事会罢工。该罢工使北爱所有商业活动停止，必不可少的公共服务，如供水供电，也被切断。民族派坚称英国政府没有尽力停止罢工，提高了《桑宁代尔协议》的执行门槛。但是就事论事，面对如此坚决的反对，赞成《桑宁代尔协议》的联合派只得从权力共享政府辞职，使新政府倒台。
1970年代的之后几年中暴力活动持续不断。临时派共和军在1975年宣布停火，但是在1976年回归暴力活动。至此他们已经失去在1970年代早期的希望，即可以迅速迫使英国从北爱尔兰撤退，取而代之的是一个全新的被称为「持久战」的战略，包括较低烈度的但更持久的，可以无限持续的暴力活动。而正统派共和军在1972年的停火却成为永久性的，「正统派」的活动也逐渐演变为完全拒绝暴力的爱尔兰工人党。但是1974年从「正统派」当中分裂出来的一个分支——爱尔兰国民解放军（爱民解）仍然继续暴力活动。
至1970年代后期，双方民众对战争的厌倦已经显现。其中的一个表现就是被称为「和平人民」的组织成立，并在1976年赢得诺贝尔和平奖。和平人民组织了大型的示威呼吁准军事组织停止暴力。但是他们的活动在呼吁民族派向安全部队提供共和军的情报后失去了动力。军队和警察在很多天主教地区非常不受欢迎，此举被看作欠缺客观理性。

### 绝食与新芬党再现
历任英国政府都在尝试取得使北爱「正常化」的政治解决方案上无功而返。问题包括废除不加审判的拘留和取消准军事组织囚犯的政治犯身份。从1976年开始，准军事组织由无陪审团的迪普洛克法庭审判，以免陪审员受到胁迫。如果有罪，被告会被当作一般的罪犯处理。共和派囚犯对这一政策的反抗导致了在梅兹监狱超过500人的毛毯示威和秽物示威。他们的示威在1980年和1981年的绝食示威中到达顶峰，目标是恢复政治犯身份。
1981年爱尔兰绝食抗议中，十名共和派囚犯（七名为临时派共和军，三名为愛爾蘭民族解放軍）饿死。第一名饿死的抗议者鲍比·桑兹由反拘押票选入国会，桑兹死后由他的代理人欧文·卡龙接替议席。绝食示威被证明是牵动民族派社区的感情的事件——超过10万人参加了在双溪的圣路加教堂举行的葬礼。群众也参加了接下来的其他葬礼。
从爱尔兰共和派的观点来看，这些事件的重要性在于显示了一种政治和选举的策略的潜力。在绝食者的守灵儀式上，新芬党——临时派共和军的政治组织——开始首次在北爱尔兰和爱尔兰共和国同时进行竞选。1986年，新芬党承认了爱尔兰下议院的合法性，使得一小部分强硬共和派分裂组成共和新芬党。
从联合派的观点看，绝食表明民族派社区支持恐怖主义，而这种感觉加深了教派对立。

## 「持久战」
双方的准军事行动继续着，直到共和派和保皇派分别在1994年停火（「未经认可」的谋杀，如仇杀和与贩毒有关的谋杀，至今仍然继续发生）。死于1980和1990年代的人比1970年代的少，但是看起来永无止境的政治暴力活动的持续，令社会满目疮痍。
共和军的「持久战」在1986年受到利比亚捐助大量武器（见临时派共和军武器进口）的支持而甚嚣尘上，因为穆阿迈尔·卡扎菲对英國的撒切尔夫人政府协助美國的雷根政府轰炸的黎波里感到愤怒，卡扎菲的一个孩子被炸死。虽然现在死于共和军之手的士兵少了，他们的暗杀和炸弹袭击的能力却显得无边无际。共和军的很多行动指向当地的联合派目标，比如下班的警察、兼职官兵和新教徒平民，如死于1987年荣军纪念日大屠杀的受害者们。共和军也将目标指向受雇于警察局和军事基地的建筑工人、清洁工和其他工人，天主教徒和新教徒都有。
1980年代中期保皇派准军事组织，包括阿尔斯特防卫协会、阿尔斯特志愿军与阿尔斯特抵抗运动，从南非进口武器弹药。获得的武器在防卫协会、志愿军和抵抗运动之间平分，导致了对天主教徒的暗杀行动升级，虽然某些武器（比如火箭弹）因为保皇派没有能力使用而几乎不用。
这些谋杀是为了回应1985年《英爱协定》给予爱尔兰政府对北爱尔兰内政的「咨询方地位」。

### 勾结治安部队与保皇派准军事组织
冲突的一个令人反感和充满争议的方面就是已经证实的政府安全部队和保皇派准军事组织的勾结。

#### 防卫团与保皇派
这是一份最近（2006年5月3日）被亲民族派报纸《爱尔兰新闻》网站「新闻追击」（Nuzhound）披露的文件显示的问题。这份英国政府1970年早期的文件声称英国部队如阿尔斯特防卫团和保皇派准军事组织之间有人事重叠。文件包括一份题为「防卫团的腐化」的文件，描述了诸多细节。在1973年：
- 估计大约5-15%的防卫团士兵与保皇派准军事组织有直接關聯；
- 据信「新教极端团体最好的单独武器来源，和唯一的重要的现代化武器来源是防卫团」；
- 对防卫团部队效忠于「阿尔斯特」而不是「女王政府」有担忧；
- 英国政府知道在保皇派准军事组织对新教徒平民的谋杀和未遂谋杀中使用了防卫团的武器。[24]

1973年虽然知道英国军队向保皇派准军事组织递交了200件以上的武器，英国政府仍然继续增强防卫团在北爱尔兰「维持秩序」的角色。这是更广泛的镇压共和军暴力活动的「正常化，阿尔斯特化与刑事化」战略的一部分。

#### 特别巡逻队与格伦内恩指控
在1970年代中期，皇家阿尔斯特警队反恐部队——特别巡逻队涉及协助与参与一连串在阿尔斯特中部的教派谋杀，包括1976年的雷维-奥道德杀人案。两名特别巡逻队成员，约翰·维尔和比利·麦考希在1980年被判有罪，罪名包括一桩1977年的谋杀案、一次对基迪一间酒吧的袭击和绑架一名天主教神父。他们牵连出犯下至少另外11桩谋杀案的直接同事们，而且作证说他们是一个更广泛的、牵涉到皇家警队特别分队、英国军事情报局和志愿军的阴谋的一部分。特别巡逻队在他们认罪后解散。民族派的帕特·芬努凯恩中心宣称维尔和麦考希提到的英国军队、皇家警队、防卫团和志愿军成员，他们称为「格伦内恩帮」的，应对1970年代的87桩杀人案负责，包括1974年都柏林和蒙那汉炸弹袭击事件与1975年的迈阿密巡回乐队杀人案。

#### 1980年代与1990年代的同谋事件
有迹象显示军队和警察的内部成员曾经在1980年代后期向保皇派透露情报用来锁定共和派积极分子。在1992年，一名在阿尔斯特防卫协会内部的英国特工布赖恩·内尔森，揭露军队曾在他进行的包括谋杀和贩运军火在内的活动中充当共犯。据了解英国军队和皇家警队通过称为武力研究局的英国情报组织与内尔森和防卫协会合作。从1990年后期开始，保皇派也向诸如彼得·泰勒之类的记者证实了他们从保安部队那里接受关于共和派目标的文件和情报。
在一份2007年1月22日递交的报告里，警方调查员诺拉·奥罗恩叙述阿尔斯特志愿军线人犯下包括谋杀在内的系列罪案，并完全了解受害人的情况。该报告证明特别分队的军官制造假证，阻挠证据搜查以及在笔录时「关照」嫌犯。民主统一党地方议会议员与前警察协会主席吉米·斯普拉特说如果该报告「有一丝可信的证据，我们就可以预期有人会控告前任警官。既然没有指控，那么公众应该收回结论，非常清楚的是，报告并没有多少事实基础。」但是，北爱事务大臣彼得·海恩说他「相信根据今天的报告至少会提起一项指控」。彼得·海恩还说：「接下来还有很多指控的机会。某些退休警官阻碍调查与拒绝和警方调查员合作的事实本身是非常严重的。参与其中的人会尝到后果，相关方面应该采取行动。」但是，就犯罪本身性质来说，指控成立的机会非常小。证据被销毁、变造或者故意未被收集，证实任何指控都非常困难。民主統一党地方议会议员与前警察协会主席吉米·斯普拉特的推论因此是不成立的，因为正如彻底报告所言，罪案被特别设计以阻挠司法程序，并获得了成功。

#### 「格杀勿论」政策
不僅如此，共和派人士稱安全部队執行了一項「格殺勿論」政策─對於愛爾蘭共和軍將直接槍殺而非逮捕。安全部队否認此一論述，並且指出例如在1987年愛爾蘭共和軍東泰倫旅八名人員於Loughgall地區被殺的事件中，那些準軍事部隊被殺的原因是因為他們有重裝備。
但是10个月后SAS在直布罗陀枪杀3名没有武器的共和军成员，此类事实恰恰证实了共和派和英国与爱尔兰媒体的怀疑，英国默许对共和军恐怖份子采取必定殺死的政策。

## 准军事组织的停火与和平进程

### 准军事组织的活动
1980年代后期，从1983年起由杰里·亚当斯领导的新芬党开始寻求一条用谈判结束冲突的道路（虽然共和军继续武装斗争），尽管亚当斯知道这是一条漫漫长路。在1970年代他自己预计战争还会持续20年。这是他在与约翰·休姆——社会民主工党领导人——的公开谈话和与政府官员的秘密会谈上表明的。保皇派也在幕后参与了结束暴力的对话，与英国和爱尔兰政府通过新教牧师，特别是长老会的罗伊·马吉神父与圣公会大主教罗宾·埃姆斯进行联络。在幕后政治你来我往一拖再拖之后，保皇派与共和派准军事组织在1994年宣布停火。
在此之前的一年由于暴行不断情势特别紧张。防卫协会与志愿军杀害了更多天主教徒（在1993年平民的死亡人数第一次超过了共和分子）。共和军以1993年10月的香基尔路爆炸案作为回应，计划铲除防卫协会领导层，但是却有9名新教徒平民受害。防卫协会接下去以在伦敦德里郡的灰铁村大屠杀和城石村枪击案作为报复。
在1994年6月16日，停火之前，爱民解在香基尔路的枪战中打死两名志愿军成员。作为报复，三天之后，志愿军在唐郡的湾岛村枪击了一家酒吧。共和军在月底停火之前打死四名保皇派高级成员，三人来自防卫协会，一人来自志愿军。对于停火之前暴力活动沉渣泛起有多种解读。一种理论是保皇派害怕代表濒临被联合王国「出卖」危险的和平进程，因此逐渐增加了暴力活动。另一个解释是共和派要在他们的战斗结束前「算清旧账」，而且希望以军事优势而不是劣势的姿态进入政治进程。
最终在1994年8月，临时派共和军宣布停火。临时集结在「联合保皇派军事司令部」之下的保皇派准军事组织，六周之后作出对等回应。虽然这些停火宣言并没有阻止之后的暴力活动，但是他们标志着长久以来北爱问题产生的暴力活动的一个具有实效的终点，因为它铺平了通往最终停火的道路。

### 第二次停火
1996年2月9日，在签署停火协议不到两年之后共和军撤销停火。当天晚些时候一个重达半吨的炸弹在伦敦的金絲雀碼頭地区爆炸，炸死两人，给伦敦金融城造成8500万英镑损失。停火的失败被归咎于英国政府拒绝在共和军放下武器之前开始超党派的谈判。
更多的袭击紧随而来，最引人注目的是1996年6月15日的曼彻斯特爆炸案，摧毁了市中心的一大部分。这是在二战之后英国最大的一起爆炸袭击，但是这次袭击因为电话警告没有人死亡。不过仍有超过200人在袭击中受伤，财产损失超过4亿英镑。
共和军在1997年7月恢复停火，因为关于日后被称为《耶稣受难日协议》的文件谈判已经在没有新芬党的情况下开始进行。同年9月新芬党签署了《米切尔原则》并被邀请参加对话。
阿尔斯特志愿军是第一个由于停火而导致分裂的准军事组织，在1996年产生出了保皇派志愿军。在1997年12月，爱民解暗杀了保皇派志愿军领导人比利·莱特，导致保皇派团体的一系列对天主教徒的仇杀。另外，两个从临时派共和军分裂出来的强硬派组织，真实共和军与持久共和军反对临时派的停火，继续进行爆炸袭击。
1998年8月15日，一枚真实共和军炸弹在奥马炸死29個公民（包括两個胎儿）。这起暴行使共和派「异议分子」和他们的武装行动在大多数民族派眼中名誉扫地。他们现在成为了人少、没有影响的团体。在1998年《贝尔法斯特协定》通过后爱民解也宣布了停火。
从那时起，多数准军事暴力活动指向了内部，针对他们自己的社区和组织内部的其它派别。比如防卫协会从2000年开始和保皇派自己人——志愿军有两次内讧，而且被组织内部各个「旅长」的不和与有组织犯罪的发展弄得七零八落。在民族派一方，自相残杀的趋势没有特别突出，但是临时派共和军被指责杀害了至少一名双重间谍（丹尼斯·唐纳森），它的成员被指控胁迫与驱逐天主教徒，袭击成年男女，而且在最极端的情况下，杀害像罗伯特·麦卡尼、马修·依纳爵·伯恩斯和安德鲁·科尔尼等青年人。
共和军在2005年解除了大部份武装，意味着它在不远的将来不再拥有进行长期军事活动的能力。保皇派此时仍没有表现解除武装的意愿。

### 政治进程
停火之后，谈话在北爱尔兰主要政党之间展开，旨在达成政治协议。这些对话最终产生了1998年《贝尔法斯特协议》。这个协议在「权力共享」的基础上恢复了北爱尔兰自治政府，在1999年建立了由四个主要政党，包括新芬党组成的执行会议。其他改革措施包括警察机构改革（更名为北爱尔兰警察部门）与要求招收最低限额的天主教徒。
但是，权力共享的执行会议和议会在2002年被暂停运作，临时派共和军在新芬党办事处的间谍网（随后显示是由一名英国密探丹尼斯·唐纳森建立的）暴露之后，联合派退出政府。这是联合派与新芬党之间由于共和军未能完全有效地快速解除武装而在关系紧张的表现。共和军武装（在2005年9月）已经令大多数人满意地完全解除，但民主統一党继续对共和派宣称「战争结束」保持警惕。
协议之后北爱尔兰政治的一个特点就是在选举意义上相对温和的政党比如社会民主工党和聯合党被更加极端的政党——新芬党和民主統一党超越。2007年後四黨造成聯合政府。
同样地，虽让政治暴力大量减少，教派仇视并没有消失，天主教民族派和新教保皇派居住区反而比以前更加形同陌路。因此，恢复权利共享制度的进程长路漫漫，曲折迂回。不过虽然「和平进程」慢条斯理，为了协助该进程与给予受北爱问题影响的人们在社区内的话语权的运动此起彼伏。特别是在巴里卡斯尔的柯里米拉协会教授已经被阿尔斯特计划采用的消除偏见模式，用来改善国内新教和天主教家庭之间的关系。

## 游行问题
在每年新教愛爾蘭共和兄弟會在北爱尔兰各地开始游行的「进军季」(Marching Season)时社群间紧张态势升级，暴力事件频发。举行游行是为了纪念威廉三世于1690年在博因河战役中的胜利。该战役确定了新教徒（英國國教）和英国在爱尔兰的统治地位。一个特别容易不断引起冲突的焦点是波塔镇的加瓦基(Carvaghy)路地区，愛爾蘭共和兄弟會从德拉姆克里教堂开始游行后要经过路边的一个民族派占绝大多数的居住区。该游行未被明确禁止，造成反对游行的民族派骚乱，以及保皇派以牙还牙反对禁止游行的骚乱。1995、1996和1997年有数周时间整个北爱尔兰为了德拉姆克里的僵局发生持续的骚乱。很多人在此次暴力事件中丧生，包括一名被保皇派志愿军杀害的天主教徒出租司机，和3名（一共四人）在巴里莫尼家中遭汽油弹袭击遇害的，名义上是天主教徒（来自混合教派家庭）的兄弟。
争议也在贝尔法斯特的游行经过的奥缪(Ormeau)和克拉姆林(Crumlin)路发生。橙带党徒坚称按照「传统路线」是他们的民事权利。民族派反驳说，奥兰治教团在敌对方区域游行挑衅是没有必要的。进行游行和禁止游行的能力被看作拥有「地盘」和对北爱政府影响力的象征。
很多评论家的意见认为，游行期间的暴力活动提供了准军事团体释放暴力的渠道，他们在其他时间处于停火状态。

## 伤亡：简要统计

### 负责方
在1969年到2001年期間，總其有3,523人死於北愛問題上。
大约60%的受害者死于共和派之手，30%被保皇派，10%被英国、爱尔兰和北爱尔兰安全部队所杀。
| 死亡责任（页面存档备份，存于） | 死亡责任（页面存档备份，存于） |
| 负责方                         | 人数                           |
| ------------------------------ | ------------------------------ |
| 共和派准军事组织               | 2,055                          |
| 保皇派准军事组织               | 1,020                          |
| 安全部队                       | 368                            |
| 不明人员                       | 80                             |

### 身份
大多数受害者是平民或者安全部队成员，小部分受害人确认为共和派或保皇派转军事团体成员。由于准军事组织的秘密性质，在某些平民是否为其成员的问题上经常争议不断。几个临时派共和军成员被CAIN宣布为平民，但是现在被共和军宣称为其成员，比如帕特里克·奥肖纳汉(Padraig O'Seanachain)。至少有三名被害的志愿军成员也是阿尔斯特防卫团的警员。至少一名平民受害人是不在岗的本地陸軍(TA)成员。
| 受害者身份分类死亡人数（页面存档备份，存于） | 受害者身份分类死亡人数（页面存档备份，存于） | 受害者身份分类死亡人数（页面存档备份，存于） | 受害者身份分类死亡人数（页面存档备份，存于） |
| 身份                                         | 身份                                         | 人数                                         | 人数小計                                     |
| -------------------------------------------- | -------------------------------------------- | -------------------------------------------- | -------------------------------------------- |
| 平民                                         | 平民                                         | 1,840                                        | 1,840                                        |
| 英国安全部队（与预备役部队）成员             | 英国陆军（包括阿尔斯特防卫团和本地陸軍）     | 757                                          | 1,125                                        |
| 英国安全部队（与预备役部队）成员             | 皇家阿爾斯特警察                             | 319                                          | 1,125                                        |
| 英国安全部队（与预备役部队）成员             | 北爱尔兰监狱系统                             | 26                                           | 1,125                                        |
| 英国安全部队（与预备役部队）成员             | 英国警察部队                                 | 6                                            | 1,125                                        |
| 英国安全部队（与预备役部队）成员             | 皇家空军                                     | 4                                            | 1,125                                        |
| 英国安全部队（与预备役部队）成员             | 皇家海军                                     | 2                                            | 1,125                                        |
| 爱尔兰安全部队成员                           | 爱尔兰警察                                   | 9                                            | 11                                           |
| 爱尔兰安全部队成员                           | 爱尔兰陆军                                   | 1                                            | 11                                           |
| 爱尔兰安全部队成员                           | 爱尔兰监狱系统                               | 1                                            | 11                                           |
| 共和派准军事组织成员                         | 共和派准军事组织成员                         | 396                                          | 396                                          |
| 保皇派准军事组织成员                         | 保皇派准军事组织成员                         | 170                                          | 170                                          |
| 總計                                         | 總計                                         | 3,542                                        | 3,542                                        |

### 地点
大多数死者的被害地点在北爱尔兰境内，特别是贝尔法斯特，尽管周围的郡、都柏林和英国的大城市（如伦敦和伯明翰）也受到影响，虽然相对于北爱尔兰来说受害程度较轻。暴力事件偶爾也会在歐陸国家发生，特别是在德国，發生數起以駐德英軍人員或軍事設施為目標的活动。
| 北爱冲突死亡人数的地理分布（页面存档备份，存于） | 北爱冲突死亡人数的地理分布（页面存档备份，存于） |
| 地点                                             | 人数                                             |
| ------------------------------------------------ | ------------------------------------------------ |
| 安特里姆郡                                       | 207                                              |
| 阿马郡                                           | 276                                              |
| 东贝尔法斯特                                     | 128                                              |
| 北贝尔法斯特                                     | 576                                              |
| 西贝尔法斯特                                     | 623                                              |
| 唐郡                                             | 243                                              |
| 英格兰                                           | 125                                              |
| 欧洲大陆                                         | 18                                               |
| 弗马纳郡                                         | 112                                              |
| 德里                                             | 227                                              |
| 伦敦德里郡                                       | 123                                              |
| 爱尔兰共和国                                     | 113                                              |
| 蒂龙郡                                           | 339                                              |

### 年度统计表
| 与北爱冲突有关的死亡人数。死亡人数格式为：「与冲突有关（不确定是否与冲突有关）」（（页面存档备份，存于））。 | 与北爱冲突有关的死亡人数。死亡人数格式为：「与冲突有关（不确定是否与冲突有关）」（（页面存档备份，存于））。 |
| 年份 | 人数 |
| --- | --- |
| 2006 | 1(2) |
| 2005 | 5(7) |
| 2004 | 2(3) |
| 2003 | 10(3) |
| 2002 | 11(5) |
| 2001 | 16 |
| 2000 | 19 |
| 1999 | 8 |
| 1998 | 55 |
| 1997 | 21 |
| 1996 | 18 |
| 1995 | 9 |
| 1994 | 64 |
| 1993 | 88 |
| 1992 | 89 |
| 1991 | 96 |
| 1990 | 81 |
| 1989 | 75 |
| 1988 | 104 |
| 1987 | 98 |
| 1986 | 61 |
| 1985 | 57 |
| 1984 | 69 |
| 1983 | 85 |
| 1982 | 110 |
| 1981 | 113 |
| 1980 | 80 |
| 1979 | 121 |
| 1978 | 81 |
| 1977 | 111 |
| 1976 | 295 |
| 1975 | 260 |
| 1974 | 294 |
| 1973 | 253 |
| 1972 | 479 |
| 1971 | 171 |
| 1970 | 26 |
| 1969 | 16 |

### 附加统计
| 北爱冲突附加统计       | 北爱冲突附加统计 |
| 事件                   | 数量             |
| ---------------------- | ---------------- |
| 受伤                   | 47,541           |
| 枪击                   | 36,923           |
| 武装抢劫               | 22,539           |
| 因准军事袭击逮捕人数   | 19,605           |
| 炸弹袭击与计划炸弹袭击 | 16,209           |
| 纵火                   | 2,225            |

## 分析观点

### 宗教、阶级和地区
在北爱尔兰，宗教和阶级是区分政治阵营的主要的决定因素。几乎所有的新教徒都是联合派，而绝大多数天主教徒都是民族派，许多人是共和派。天主教和新教工人阶级更倾向于支持本方的准军事团体和激进派政党。而且，城市工人阶级聚居地区是准军事组织的大本营，他们是教派隔阂最为严重的社会阶层。
与准军事组织有联系的激进派政党的观点经常比中产阶级和保守派政党激进很多。新芬党从1970年代后期开始，相对其它地区，例如巴勒斯坦地区和南非的解放斗争，对政治形势分析采用了激进的反帝国主义观点。他们的分析也在一定程度上将冲突定义为阶级斗争，但是不像马克思主义的正统派共和军，他们不据此认为保皇派工人阶级是潜在的盟友。保皇派在1970年代甚至鼓吹基于少数服从多数原则下的「北爱尔兰独立」。今天很少有人再支持这个想法。在1980年代，某些保皇派人士，著名的有防卫协会的约翰·麦克迈克尔（后被共和军暗杀），在出版的一本名为《常识》(Common Sense)的小册子里，倡导一个权力共享、人人平等的冲突解决方案。
很多保皇派人士提出，联合主义主流派反对改革与部分地利用共和军恐惧症策略，是为了以民族派和下层联合派／保皇派群众为代价保持他们的政治和经济权力。诸如阿尔斯特联合党这样的政党使用「联合」(Union)口号与共和军问题作为保持联合派工人阶级选票一致性的手段，实际上劳工阶级从联合党的政策中所得甚微。改革联合党等党派认为保皇派准军事组织数量如此庞大的原因是北爱尔兰社会下层新教徒实际上被剥夺了公民权。
宗教义务有时是，但通常不是极端的政治观点的表现。比如，伊恩·佩斯利与他的支持者将严格的长老会教义和强硬的联合派政治结合到一起。对准军事组织来说，天主教信仰基本上不与军事共和主义挂钩，保皇派准军事组织也没有公开的宗教性。但是，也有些值得注意的共和派准军事组织公开显示他们的宗教信仰（比如杰里·麦高和比利·麦基）。被暗杀的保皇派领导人比利·莱特也明显表示出他的宗教信仰，但在共和派与保皇派意识形态中，神学与宗教（相对于在宗教基础上的社区身份认同）不占主导地位。
宗教也在决定北爱尔兰民众政治上扮演着重要角色。某些区域如西贝尔法斯特、南阿马和蒂龙郡的大部分由于政治上持强硬的爱尔兰共和主义立场而闻名。另外一些天主教地区如德里郡，有着相对温和的政治传统，非暴力的社民工党支持率很高。相似地，某些地区如东贝尔法斯特、波塔镇地区和北安特里姆郡以政治上坚定支持保皇派而知名。

### 警务
自从北爱尔兰成立以来，由于它的建立初衷受到某些人怀疑，高压手段和警察部队也理所当然地成为众矢之的。特别是围绕北爱尔兰的警察事务问题不断，主要集中在警察部队的组成——即它是否代表作为权力来源的民众，是否偏袒联合派而打压民族派，主要是维持法治的服务机构，还是以保卫北爱尔兰政体为宗旨的武装部队。
北爱尔兰的警察部队——皇家阿尔斯特警队，从创立之初就由于种种原因大部分由新教徒组成。在皇家警队成立时天主教徒加入的数字并未达到英国的预期。其中某些人报告说在工作环境中不受欢迎。这些加入皇家警队的天主教徒也经常成为爱民解的暗杀目标，但仍有大量天主教徒加入了皇家警队。詹姆斯·弗拉纳根成为了总警监，之后被授予爵位，而现任的社会民主工党领导人马克·德肯，是一名天主教皇家警队警员的儿子。音乐家菲尔·科尔特与马莉拉·奈斯(Marilla Ness)的父亲也是警察。
这样的结果是来自联合派与保皇派社区的批评将警察部队描述成「联合派警察部队」。新芬党在1990年代贴出的海报上说皇家警队是「90%的新教徒，100%的联合派」，还画了一位系着橙色绶带的警官。
比起常规警察部队，多数民族派人士更多地对阿尔斯特后备警察部队（B特）持有这种印象，他们是一支在紧急情况下才动员起来的兼职警察部队。B特在1970年解散，但是被阿尔斯特防卫团替代，后者是一支在当地招募的兼职英军部队，目的是维持北爱治安。防卫团在北爱冲突中仅打死8人，而且执行治安任务专业有效，但是很多成员被发现与保皇派准军事组织和一批民族派天主教徒受害有牵连。因此，民族派也将防卫团视为一支游击队武装。防卫团于1992年解散，与常规部队皇家爱尔兰团合并。
北爱冲突的一个主要的社会问题是某些地区的司法权被共和派或保皇派夺取，他们使用殴打、枪击膝盖骨甚至死刑来惩治当地罪犯。因此和平进程的一个重要原则就是重新确立警方作为法律与秩序的唯一强制实施者。
新芬党在1998年进入《贝尔法斯特协议》的谈判中时，要求解散皇家警队。一份警务备忘录，作为《协议》的一部分，开始了某些方面的警务改革，包括严格的责任权限、各种增加天主教警官人数的方案，以及将皇家警队更名为北爱尔兰警察部门。
虽然大多数改革已经开始进行，直到2007年1月，新芬党继续拒绝支持新的北爱尔兰警察部门，除非改革「完全实现」。联合派与某些民族主义温和派声称担忧新芬党希望将前共和派准军事组织成员/间谍加入新的北爱尔兰警察部门，若果真如此将会使《贝尔法斯特协议》功亏一篑，而且可能永不翻身。
2007年1月，警方调查员诺拉·奥罗恩的报告发现，特警部队警官与志愿军在1990年代一系列发生在贝尔法斯特的谋杀案中合作。（见「勾结」部分）
同在2007年1月，新芬党在一场特别年会上投票承认北爱尔兰警察部门。他们现在准备有史以来第一次呼吁共和派与警方合作，并号召支持者加入北爱警察。该次年会的决定是否会给和平进程带来所需的前进动力现在还有待观察。

## 军事理论
法国记者罗热·法利戈在《欧洲的特种战争》（Guerre spéciale en Europe, 1980）中写道：弗兰克·基逊1971年的书《低烈度行动：颠覆、叛乱与维持和平》（Low Intensity Operations: Subversion, Insurgency and Peacekeeping），被英军在北爱冲突中视为「圣经」。该书大多引述法国军官，将反叛乱行动理论化的罗热·檀吉埃的论点，包括在阿尔及利亚战争（1954-1962）系统使用酷刑的情况；但是没有直接证据顯示安全部队在北爱尔兰使用过酷刑。

## 後續事件
2019年4月18日，北爱尔兰第二大城市伦敦德里爆发骚乱，抗议者扔出五十枚燃烧弹、烧毁两辆汽车并朝警方开枪。一名英国女记者被击伤，送医抢救后不治。北爱尔兰警局怀疑事件由分离武装组织新爱尔兰共和军所为，已将其定性为恐怖袭击并展开调查。
2021年3月底起，北愛爾蘭發生一連串暴動，暴動的主要成因為親英派青年不滿英國脫歐協議。

## 流行文化反映北爱爾蘭的问题

### 关于北爱爾蘭问题的歌曲
- Tommy Sands的《There Were Roses》
- Paul Brady的《The Island》
- Clannad的《Theme from Harry's Game》
- 艾維斯·卡斯提洛的《Oliver's Army》
- 小紅莓樂隊的《Zombie》
- 艾爾頓·約翰的《Belfast（页面存档备份，存于）》
- 约翰·列侬与小野洋子的《Sunday Bloody Sunday》
- 波尼M合唱團的《Belfast》
- The Divine Comedy的《Sunrise》
- Marillion的《Forgotten Sons》
- 保罗·麦卡特尼的《Give Ireland Back to the Irish》
- 凱特·瑪露的《Belfast》
- 警察乐队的《Invisible Sun》
- The Pogues的《Streets of Sorrow/Birmingham Six》与《Flogging Molly》

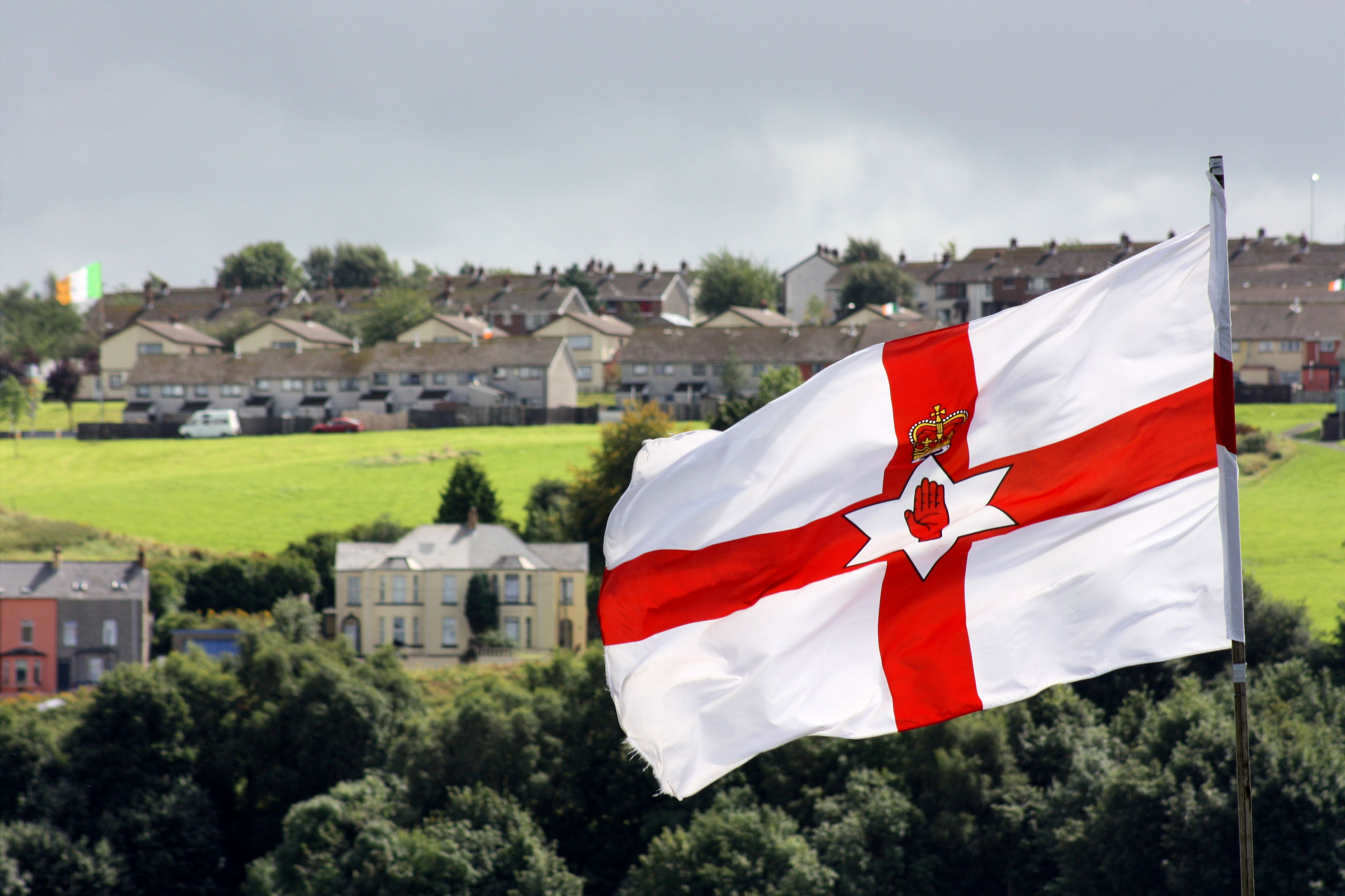
紅手旗

- The Roches的《The Troubles》
- Simple Minds的《Belfast Child》
- Spandau Ballet[44][45]的《Through the barricades》
- Stiff Little Fingers的《Each Dollar a Bullet and others》
- Therapy?的《God Kicks》、《Potato Junkie》与《Church of Noise》
- U2樂團的《Sunday Bloody Sunday》、《Please》、《Peace on Earth》与《North and South of The River》《With or Without You》
- XTC的《The Troubles》
- 《滾回家吧，英國士兵》

### 关于北爱爾蘭问题的诗歌
- James Simmons所作的Ballad of Claudy（页面存档备份，存于）

## 关于北爱爾蘭问题的電影
- 哭泣游戏: 1992年
- 逃学威龙2: 1992年
- 以父之名: 1993年
- 致命突擊隊: 1997年
- 英倫對決：2017年
- 貝爾法斯特：2021年

## 另見
- 北爱尔兰旗幟问题
- 2021年北愛爾蘭暴動

### 引用
1. ↑  A Chronology of the Conflict – October 1968 （页面存档备份，存于）, CAIN Web Service
2. ↑  The Politics of Northern Ireland: Beyond the Belfast Agreement by Arthur Aughey (ISBN 978-0-415-32788-6), page 7
3. ↑  "The troubles were over, but the killing continued. Some of the heirs to Ireland's violent traditions refused to give up their inheritance." Holland, Jack: Hope against History: The Course of Conflict in Northern Ireland. Henry Holt & Company, 1999, page 221. ISBN 978-0-8050-6087-4
4. ↑  Historical Dictionary of the Northern Ireland Conflict by Gordon Gillespie (ISBN 978-0-8108-5583-0), page 250
5. ↑  Taylor, Peter, Behind the mask: The IRA and Sinn Féin, Chapter 21: Stalemate, pp. 246–261.
6. 1 2 3 4 5 6 7 8 9 10 11 12 13 14 15 16 17 18  Malcolm Sutton's Index of Deaths from the Conflict in Ireland: Status of person killed （页面存档备份，存于）. Conflict Archive on the Internet（CAIN）
7. ↑  Organizations: U （页面存档备份，存于）（look under "Ulster Resistance"）. Conflict Archive on the Internet（CAIN）
8. 1 2  Malcolm Sutton's Index of Deaths from the Conflict in Ireland: Status summary （页面存档备份，存于）. Conflict Archive on the Internet（CAIN）
9. ↑  Security and defence-related statistics （页面存档备份，存于）. Conflict Archive on the Internet（CAIN）
10. ↑  . BBC.   [2013-05-26]. （原始内容存档于2018-12-26）.
11. ↑  Richard English. The State: Historical and Political Dimensions, Charles Townshend, 1998, Routledge, p. 96; ISBN 0-41515-477-4.
12. ↑  Dominic Bryan. Orange Parades: The Politics of Ritual, Tradition and Control, Pluto Press (2000), p. 94; ISBN 0-74531-413-9.
13. ↑  彻底报告 （页面存档备份，存于）："...警方调查官得出结论，这是某些警官与身分确定为阿尔斯特志愿军告密者之间的串通一气。
14. ↑  国会辩论 （页面存档备份，存于）："英国政府同意，爱尔兰岛人民应独自地，在双方同意下，在自由的、南北双方一致的赞成基础上行使他们的自决权，依其意愿建立一个统一的爱尔兰。"
15. ↑  Wright, Frank (1996) Ulster: Two Lands, One Soil, p 17.
16. ↑  English, Richard, Armed Struggle: a History of the IRA, pp.39-40
17. ↑  Hopkinson, Michael, Green Against Green, pp.83-88:共和军“实际上在1922年4月至7月沿边界发动了一场联合攻势，但是被证明成效不卓。”
18. ↑  Collins, M.E., Ireland 1868-1966, p.364
19. ↑  Bardon, Jonathan (1992), A History of Ulster, p.538
20. ↑  Lost Lives 2007 edition, ISBN 978-1-84018-504-1
21. ↑  McKernan, Michael. . Stationery Office. 2005: 17. ISBN 978-0954628420.
22. ↑  O'Brien, Brendan. . O'Brien Press, Ltd. 1995: 119. ISBN 0862784255.
23. ↑  Ó Ceallaigh, Daltún, Along The road to Irish unity?[永久] - 某些材料与马龙所说的完全不符：“正如一名政治学家所说，受难日协定是‘笨学生的桑宁代尔’的说法是‘误导与转移话题，因为该协定是比桑宁代尔所达到的更加细致和包容的一项交易’。另有一项欧洲研究专家说：‘……（桑宁代尔于贝尔法斯特）有很大不同，无论是在内容上还是在谈判环境、落实情况和操作上都是这样。’该协定被更确切地描述为：‘一言以蔽之，联合主义主流派只输在谈判中，问题是他们会输多少。’”
24. ↑  《爱尔兰新闻》报2006年5月2日新闻在此。 （页面存档备份，存于）
25. ↑  .   [2011-04-21]. （原始内容存档于2009-06-19）.
26. ↑  .   [2007-03-11]. （原始内容存档于2007-01-02）.
27. ↑  .   [2007-03-11]. （原始内容存档于2004-07-30）.
28. ↑  .   [2007-03-11]. （原始内容存档于2008-04-11）.
29. ↑  .   [2007-03-11]. （原始内容存档于2007-04-06）.
30. ↑  .   [2007-03-11]. （原始内容存档于2011-05-14）.
31. ↑   (PDF).   [2007-03-11]. （原始内容 (PDF)存档于2021-09-23）.
32. ↑  .   [2007年3月11日]. （原始内容存档于2007年6月6日）.
33. ↑  .   [2007年3月11日]. （原始内容存档于2007年8月30日）.
34. ↑  .   [2007年3月11日]. （原始内容存档于2007年6月6日）.
35. ↑  Murder on the Rock by Maxine Williams （页面存档备份，存于）文章也包括一份在1982-1986年间被怀疑是“格杀勿论”政策受害人的列表。
36. ↑  .   [2007-03-11]. （原始内容存档于2009-08-05）.
37. ↑   (PDF).   [2008-11-02]. （原始内容 (PDF)存档于2011-07-26）.
38. ↑  共和军声称血腥星期天受害者为本组织志愿者 （页面存档备份，存于）《卫报》2002年5月19日
39. ↑  下文引自萨顿年表1975年栏： （页面存档备份，存于）
  - 1975年7月27日，威廉·汉拿（46岁），新教徒

身份：志愿军，被害于：志愿军
另为不在岗的阿尔斯特防卫团成员。于自己家门外被射杀，死于阿马郡的勒根莫恩纽休斯敦公园。

  - 1975年7月31日，哈里斯·波义耳（22岁），新教徒

身份：志愿军，被害于：志愿军
另为不在岗的阿尔斯特防卫团成员。在向迈阿密乐队的面包车上安装炸弹时爆炸身亡，死于唐郡的布斯克希尔（靠近纽里）。

  - 1975年7月31日，维斯利·索莫维尔（34岁），新教徒

另为不在岗的阿尔斯特防卫团成员。在向迈阿密乐队的面包车上安装炸弹时爆炸身亡，死于唐郡的布斯克希尔（靠近纽里）。
40. ↑  死于蒂贝恩(Teebane)大屠杀的罗伯特·邓赛思是皇家爱尔兰团游骑兵成员： （页面存档备份，存于）
41. ↑  . Cain.ulster.ac.uk.   [2014-09-01]. （原始内容存档于2014-09-07）.
42. ↑  .   [2007-03-11]. （原始内容存档于2007-09-12）.
43. ↑  .   [2019-04-20]. （原始内容存档于2019-04-20）.
44. ↑  .   [2007-03-11]. （原始内容存档于2007-03-04）.
45. ↑  http://hometown （页面存档备份，存于）. aol. co.uk/KHA200/Irish_History_Song.pdf